# René Lepage de Sainte-Claire
Pour les articles homonymes, voir Sainte-Claire (homonymie) et Lepage.
René Lepage de Sainte-Claire (Ouanne, Bourgogne, 10 avril 1656 – Rimouski, Québec, 4 août 1718 ) est le seigneur-fondateur de la ville de Rimouski au Québec.

## Origine et installation en Nouvelle-France
Germain Lepage épouse Reine Loury en France et le couple donne naissance à René Lepage baptisé en avril 1656 dans le village de Ouanne à 25 km de la ville d'Auxerre en Bourgogne. Son père Germain Lepage décide de venir s'installer en Nouvelle-France avec son frère Louis vers 1661. 
René Lepage émigre en Nouvelle-France, avec sa mère Reine Lory et sa tante Constance Lepage, entre 1670 et 1674. Il y rejoint son père Germain et son oncle Louis, installés sur des lots de la paroisse actuelle de Saint-François, à la pointe nord-est de l'île d'Orléans, près de Québec. Le 10 juin 1686, René Lepage épouse Marie-Madeleine Gagnon, âgée de 15 ans, de qui il aura dix-sept enfants.

## L'acquisition de la seigneurie de Rimouski
Comme plusieurs de ses concitoyens, René rêve de bâtir un fief digne de ce nom pour sa famille. Pour ce faire, il quitte l'île d'Orléans pour aller vivre sur la côte. Le 17 mars 1693, le Gouverneur de la Nouvelle-France, Louis de Buade, Comte de Frontenac, lui concède en roture une terre située derrière le fief de l'Espinay à la rivière du Sud, qu'il fait appeler Sainte-Claire. C'est à partir de ce moment qu'il ajoute cette particule à son nom, comme c'était la mode à l'époque, même sans anoblissement.
Trop éloigné du fleuve Saint-Laurent, il abandonne ce projet de colonisation l'année suivante. En effet, le 10 juillet 1694, René Lepage de Sainte-Claire échange sa terre de l'île d'Orléans (léguée par son père Germain Lepage) à Augustin Rouer de la Cardonnière, fils d'un marchand de Québec, pour la Seigneurie de Rimouski. Ce dernier, propriétaire de la concession depuis 1688 n'a pas l'intention de quitter la région de Québec pour aller s'installer si loin.

## L'expansion de la seigneurie
C'est deux ans plus tard que René vient installer sa famille à Rimouski. Sa femme, Marie-Madeleine Gagnon, de quinze ans sa cadette, le suit avec leurs quatre premiers enfants : Pierre de Saint-Barnabé, né en 1687 et qui lui succédera, Marie, née en 1689, Louis de Sainte-Claire, né en 1690, qui sera ordonné prêtre et deviendra le futur seigneur de Terrebonne, et Guillaume, le plus jeune, qui décédera en bas âge en 1701, vers l'âge de 10 ans.
En 1696, ce sont les premiers habitants de cette seigneurie, avec quelques autres parents. Afin de laisser en héritage des terres profitables à ses enfants, René Lepage acquiert donc, avec de proches parents — Pierre Lessard et Gabriel Thibierge entre autres — d'autres parcelles de seigneuries, s'étendant de Grand-Métis, l'Anse-aux-Coques, Pointe-au-Père, St-Barnabé jusqu'à la rivière Hâtée. Toutes ces transactions sont complétées vers 1701 : Lepage de Sainte-Claire ne voulait pas perdre de temps à établir durablement sa famille. Il est donc, à cette date, le Seigneur d'un territoire de plus de 50 km de front sur le littoral du fleuve Saint-Laurent.

## L'héritage

Blason de René Lepage : d'argent à l'aigle de sable, armée, becquée, languée et éperonnée de gueules

Des enfants de René Lepage, quatre filles deviendront religieuses, son fils aîné, Pierre de Saint-Barnabé, reprendra la seigneurie et la défrichera au profit de sa famille. Son deuxième garçon, Louis, prêtre et chanoine, est né à Saint-François de l'île d'Orléans. Il acquerra la seigneurie de Terrebonne le 2 septembre 1720. Rapidement, il fit construire le long de la rivière des Mille-Îles, une église avec presbytère et, surtout, quatre moulins à farine et un moulin à scie, qui seront le départ d'un important centre industriel de la Nouvelle-France, après ceux de Québec et de Montréal.
Les descendants de René Lepage ont, depuis plus de 320 ans, essaimé un peu partout en Amérique du Nord, du Canada jusqu'au sud-ouest des États-Unis.